# Мартин, Агустина
Агусти́на Марти́н (исп. Agustina Martín; 24 сентября 1930, Паленсия, Испания — 28 января 1996, Каракас, Венесуэла) — венесуэльская актриса.

## Биография
Родилась 24 сентября 1930 года в Паленсии (Испания). Её отец был убеждённым республиканцем, за что 4 года провёл во франкистской тюрьме. В 1950 году, в возрасте 19 лет вместе с семьёй переехала в Венесуэлу, где в 1962 году дебютировала как актриса.
Пик её популярности пришёлся на 1960-70 гг. В этот период много снималась на ТВ, а также работала в радионовеллах. В 1970-е годы на радио Каракаса вела собственную программу «Агустина Мартин представляет».
Главным делом её жизни было создание системы пенитенциарных театров Венесуэлы, поскольку она считала театр очень эффективным средством исправления заключённых. В 1979 году по её инициативе был создан первый театр подобного рода. С начала 1980-х годов ежегодного проводится «Фестиваль пенитенциарных театров и поэзии», который носит имя Агустины Мартин.
С конца 1980-х и до 1995 года работала на «Venevisión», где снималась в теленовеллах «Реванш» (1989), «Инес Дуарте — личный секретарь» (1991) и «Опасная» (1995).
Была замужем трижды: от первого брака — двое сыновей. Третьим мужем Агустины был известный венесуэльский журналист Оскар Яньес. В венесуэльской прессе до сих пор появляются публикации, в которых именно он считается косвенным виновником гибели актрисы. 28 января 1996 года 65-летняя Агустина Мартин выпала с балкона собственной квартиры. Что послужило причиной, установить не удалось. По одной версии, это произошло случайно: актриса мыла шкаф возле окна и не удержала равновесие, по другой, Мартин совершила самоубийство, причины которого тоже называются разные. Актриса в последние годы жизни страдала от рака горла и могла покончить с собой из-за этого, но в прессе часто виновником самоубийства Агустины Мартин называют Оскара Яньеса, который якобы довёл её до рокового шага своей патологической ревностью и скандалами на этой почве.

## Фильмография
- «Опасная» («Peligrosa») — 1994-95
- «Инес Дуарте-личный секретарь» («Ines Duarte secretaria») — 1991
- «La Revancha» (1989)
- «Моя Луисана»(«Luisana Mia») − 1981
- «Эстефания» («Estefania») — 1979
- «Голубая кровь» («Sangre Azul») — 1979
- «Хищница» («La Fiera») − 1978
- «Сабрина» («Sabrina») — 1976
- «Валентина» («Valentina») — 1975
- «Ракель» («Rauel») — 1973—1975
- «Итальяночка» («La Italianita») — 1973
- «Захватчица» («La uzurpadora») — 1971
- «Другая» («La Otra») − 1961